# Guerra civil bizantina de 1373-1379
La Guerra civil bizantina de 1373-79 fue un conflicto militar que se luchó en el Imperio bizantino entre el emperador bizantino Juan V Paleólogo y su hijo, Andrónico IV Paleólogo, también estaba creciendo una guerra civil en el Imperio otomano, cuando Savci Bey, el hijo del emperador Murad I se unió a Andrónico en una rebelión conjunta contra sus padres. Comenzó cuando Andrónico intentó derrocar a su padre en 1373. A pesar de que no lo logró, con ayuda de los Genoveses, Andrónico fue finalmente capaz de derrocar y encarcelar a Juan V en 1376. En 1379, sin embargo, Juan V escapó, y con la ayuda de los otomanos, recuperó su trono. La guerra civil debilitó aún más al Imperio Bizantino, que ya había sufrido varias guerras civiles devastadoras a principios de siglo. El principal beneficiario de la guerra fue el Imperio Otomano, en cuyos vasallos los bizantinos se habían convertido de hecho.

## Antecedentes
Cuando Juan V asumió como único emperador del Imperio en 1354, siguió una política exterior claramente prooccidental. Dio Lesbos y la mano de su hermana en matrimonio a un genovés, Ponto Heraclea, el último puerto bizantino en Anatolia, fue vendido a los venecianos, y él mismo se convirtió al catolicismo, una acción que se ganó el odio de sus súbditos. Por la década de 1360, el Imperio Bizantino era una sombra de lo que fue. Sus últimos dominios en Tracia estaban siendo invadidos por los otomanos, que en 1365 capturaron Adrianópolis (actual Edirne). Buscando ayuda de Occidente, en el verano de  1369 Juan V visitó al papa Urbano V, y después navegó a Venecia, donde negoció un tratado en el que los venecianos cancelaban la deuda del emperador a cambio de la isla de Tenedos. Al salir de suelo bizantino dejó a sus dos hijos, Andrónico IV y Manuel, para gestionar Constantinopla y Tesalónica, respectivamente. Andrónico IV, el hijo mayor y coemperador, sin embargo se negó a entregar Tenedos a los venecianos como se acordó, y el Emperador fue detenido por los venecianos durante dos años hasta que Manuel intervino en su favor.

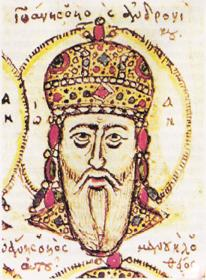
Emperador Juan V Paleólogo, de un manuscrito del.

## Desarrollo

### Primer conflicto: fallida revuelta de Andrónico IV (1373)
Andrónico IV resentía el hecho de que su padre haya aceptado ser un estado vasallo y tributario del Imperio otomano en 1373 y, en el mismo año, se unió a Savci Bey, un hijo del sultán otomano Murad I, en una revuelta abierta contra sus padres. Ambas revueltas fueron reprimidas con la ayuda de tropas turcas, lo que solo demostró la debilidad militar bizantina. Murad cegó a Savci y exigió que Juan V hiciera lo mismo con Andrónico y su hijo, Juan VIII Paleólogo. Juan V cumplió parcialmente la orden, dejando a Andrónico IV con un ojo y a su nieto sólo parcialmente ciego, pero lo hizo encarcelar. El joven Juan estaba muy perturbado por las acciones de su abuelo y se rebeló contra el en 1390, reinando durante cinco meses. Como resultado de la caída de Andrónico, Manuel fue elevado a coemperador y heredero de Juan como Manuel II.

### Segundo conflicto: El golpe de Andrónico (1376-1379)
Poco después de encarcelar a Andrónico, Juan vendió Tenedos a los venecianos en términos similares a su fallido acuerdo anterior. Los Genoveses sin embargo no tomaron amablemente la venta de la isla a los venecianos, con los que estaban envueltos en una guerra. Así, en 1376, los genoveses, basados en su colonia en Galata, ayudaron a liberar a Andrónico y procurar tropas otomanas para él. Andrónico tomó el control de Constantinopla y encarceló al emperador Juan V y a su hermano menor Manuel II. A cambio de su ayuda, Andrónico IV dio Tenedos a los Genoveses y Galípoli a los otomanos.
Estos actos, a su vez lo embrollaron, poco después de su adhesión en una guerra con Venecia. Junto con su hijo, Juan VII, que fue coronado como coemperador en 1376, ahora había no menos de cuatro emperadores de Bizancio, todos ellos más o menos peones de las políticas del imperio otomano y de las Repúblicas marítimas italianas. Andrónico IV gobernó hasta 1379, cuando Juan V y Manuel II escaparon y huyeron a la corte de Murad I. Después de acordar ceder el enclave bizantino de Filadelfia a los otomanos, Juan V fue restablecido en el trono con la ayuda de barcos venecianos y el ejército otomano.

## Consecuencias
Después de que Juan V entrara en la capital, Constantinopla, Andrónico IV huyó a Gálata y se quedó allí dos años. Sin embargo, el mantuvo como rehenes durante un tiempo a su madre, Helena Cantacucena, y su padre el exemperador Juan VI Cantacuceno. Sin embargo, en 1381 se firmó un tratado en el que se le permitió regresar. Más tarde los venecianos y genoveses terminaron su guerra y acordaron despoblar Tenedos y arrasar sus fortificaciones, de ahí su transformación a territorio neutral. Este conflicto debilito aún más al Imperio bizantino, que estaba rodeado por la masiva y constante expansión del Imperio otomano.